# سكي فور لايت
سكي فور لايت أو تزلّج من أجل النور هي منظمة غير ربحية تأسست عام 1975، وتوفّر فرصًا للأشخاص ضعاف البصر أو ذوي الإعاقات الحركية لتجربة التزلج الريفي على الثلج. تنظم المنظمة فعالية سنوية تستمر لأسبوع كامل في مواقع مختلفة داخل الولايات المتحدة.

## برنامج تزلج ريفي على الثلج للأشخاص ضعاف البصر وذوي الإعاقات الحركية
تقدم منظمة سكي فور لايت برامج تزلج ريفي على الثلج للبالغين من ضعاف البصر وذوي الإعاقات الحركية، حيث يتم إقران كل شخص كفيف أو ضعيف البصر بمتزلج مبصر متمرس يعمل كمدرب ودليل في الوقت ذاته. تنظم المنظمة فعالية سنوية تستمر أسبوعًا كاملاً يشارك فيها أكثر من 200 مشارك ودليل، وتُقام في مواقع مختلفة داخل الولايات المتحدة. يتزلج المشاركون من ذوي الإعاقات مع مرشديهم في مسارات مزدوجة متوازية، مما يسمح للدليل بإبلاغ المتزلج عن طبيعة الأرض أمامه. وتتراوح مستويات مهارة المشاركين من المبتدئين إلى المتزلجين الخبراء. تتضمن الفعالية السنوية جولات تزلج وسباقات باستخدام تقنية الكلاسيك (داخل المسارات) فقط. وقد أُقيمت الفعالية في اثنتي عشرة ولاية أمريكية مختلفة منذ عام 1975، وشارك فيها متزلجون من جميع أنحاء الولايات المتحدة ومن ما لا يقل عن اثنتي عشرة دولة أخرى. ويُقال إن مستوى الإتقان الذي يصل إليه المشاركون من ذوي الإعاقات ألهم شعار المنظمة: "إذا تمكنتُ من فعل هذا، فأنا قادر على فعل أي شيء!". وغالبًا ما يجد المرشدون في مشاركتهم ما يكفي من المكافأة المعنوية للعودة مجددًا إلى الفعالية السنوية والمشاركة في فعاليات إقليمية أخرى كذلك.

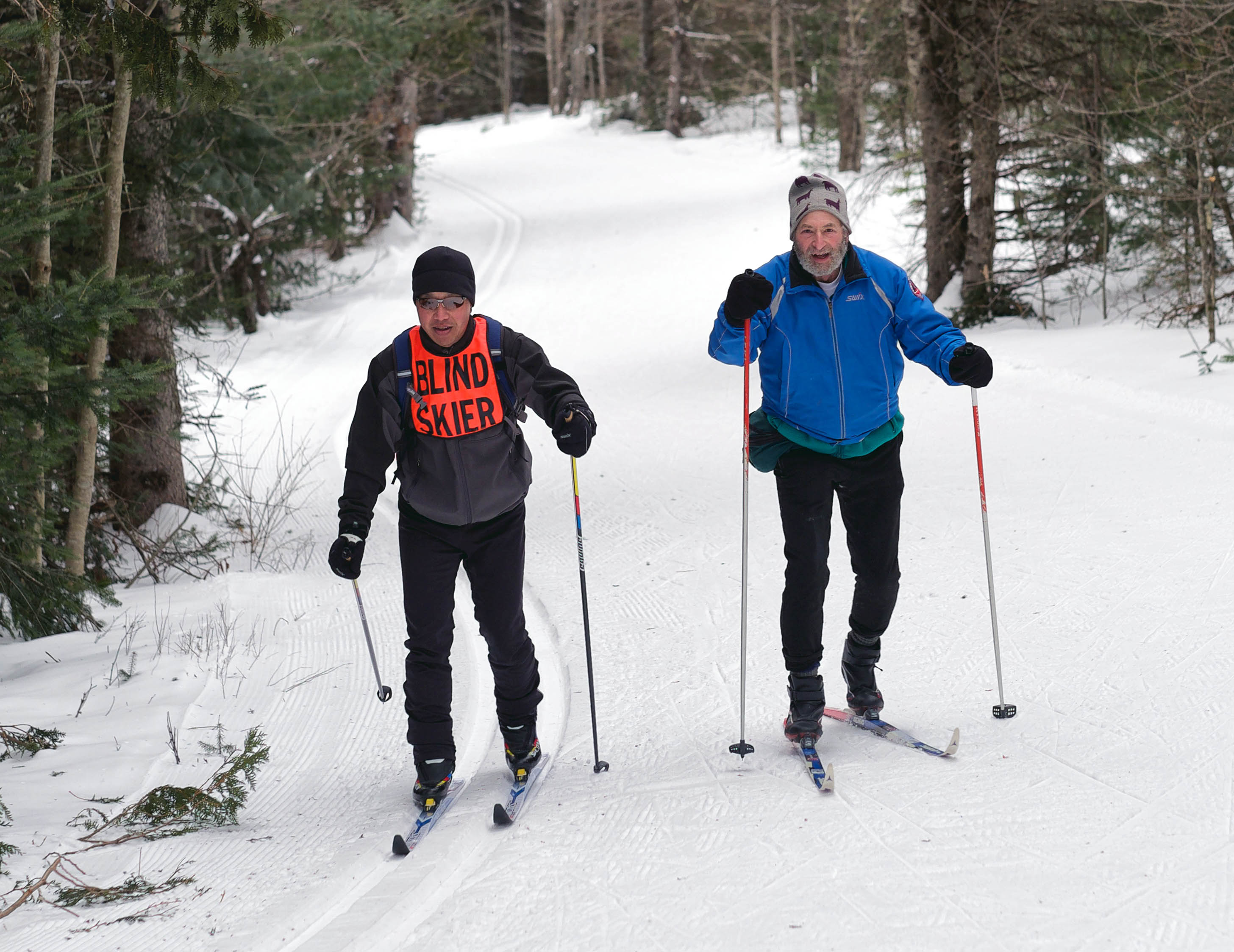
متزلج أعمى ومرشد

## الأصل والتاريخ
نشأت فكرة تعليم المكفوفين رياضة التزلج الريفي من إرلينغ ستوردال، وهو موسيقي نرويجي كفيف، أدت جهوده إلى إنشاء سباق ريديررينيت أو سباق الفرسان عام 1964. يُقام هذا الحدث في بيتوستولين، النرويج، ويستضيف أكثر من 1000 مشارك ومُرشد من ذوي الإعاقات من جميع أنحاء العالم. وقد استُوحي من هذا السباق إنشاء منظمة سكي فور لايت، حيث نُقلت الفكرة إلى الولايات المتحدة عام 1975 على يد أولاف بيدرسن، وهو مدرب تزلج في منتجع بريكنريدج للتزلج، وبيارني إيكيفيك، الرئيس الدولي لمنظمة أبناء النرويج.

## المنظمة والإدارة
سكي فور لايت هي منظمة تطوعية بالكامل، يُشرف عليها مجلس إدارة مكوّن من مجتمع المتزلجين ذوي الإعاقات والمُرشدين الذين يشاركون في الحدث السنوي. وتأتي إيراداتها بشكل رئيسي من الرسوم التي يدفعها المشاركون، مدعومة بصندوق وقفي وجهود جمع التبرعات. ويوجد تسع منظمات مستقلة مرتبطة بها في جميع أنحاء الولايات المتحدة، تشترك جميعها في الاسم سكي فور لايت. وتُقيم هذه الفروع فعاليات أصغر للمتزلجين من ذوي الإعاقات في ولايات: كاليفورنيا، كولورادو، ميشيغان، مونتانا، نيو إنغلاند، بنسلفانيا، داكوتا الجنوبية، واشنطن، وويسكونسن.

## روابط خارجية
الموقع الرسمي